# Покровское (Первомайский район)
Покровское (укр. Покровське, до 2016 г. — Гуляницкое) — село в Первомайском районе Николаевской области Украины.
Основано в 1922 году. Население по переписи 2001 года составляло 524 человек. Почтовый индекс — 56323. Телефонный код — 5135. Занимает площадь 0,82 км².

## Местный совет
56323, Николаевская обл., Врадиевский р-н, с. Покровское, ул. Ленина, 80